# Vodní nádrž Břevnice
Vodní nádrž Břevnice byla vybudována mezi lety 1956–1959 na Břevnickém potoce nedaleko Chotěboře.

## Historie
První úvahy o výstavbě započaly v roce 1951. Projekt na výstavbu vodní nádrže byl zpracován roku 1953 firmou Hydroprojekt Praha. Definitivní podobu projektu vypracoval v roce 1954 Státní projektový ústav Hradec Králové. O rok později vydal krajský národní výbor v Pardubicích stavební povolení a roku 1956 tak mohla stavba začít. Účelem stavby bylo zásobování užitkovou vodou Chotěbořské kovodělné závody. Hlavní dodavatelem byla firma Průmstav Pardubice, technologii dodaly Chotěbořské kovodělné závody. V listopadu 1959 proběhla kolaudace a v únoru 1962, po ukončení zkušebního provozu, došlo k předání k trvalému užívání. Náklady na výstavbu tehdy činily 7,8 mil. Kčs.
Vodní nádrž je dnes provozována a spravována Českým rybářským svazem, z. s., místní organizace Chotěboř, Lazební 206, 58301 Chotěboř.

## Využití
Hlavním využitím je zásobování užitkovou vodou okolí Chotěboře. Dále je přehrada využívána k rekreaci, je zde možnost sportovního rybolovu a slouží také jako přírodní koupaliště. Zároveň slouží i k ochraně před povodněmi.

## Dostupnost
Vodní nádrž se nachází v prostoru vymezeným silnicí II/351 a železniční tratí Pardubice – Havlíčkův Brod. Směrem od silnice i od trati ji obklopují chatové osady. Z vodní nádrže pokračuje Břevnický potok do Břevnického rybníka. Mezi rybníkem a nádrží se rozprostírá osada Břevnice. Podél trati vede žlutě značená turistická trasa od Chotěboře na Rozsochatec.